# Herrera del Duque
Herrera del Duque è un comune spagnolo di 3 710 abitanti situato nella comunità autonoma dell'Estremadura.